# Jacy de Assis
Jacy de Assis (Muzambinho, 18 de fevereiro de 1901 - 7 de setembro de 1995) foi um político e jurista brasileiro.

## Biografia
Nasceu em Muzambinho, em Minas Gerais, no dia 18 de fevereiro de 1901. Bacharelou-se em direito pela Faculdade de Direito da Universidade de São Paulo, no dia 18 de dezembro de 1922, aos 21 anos de idade.
Foi vereador em Buriti Alegre, nomeado em novembro de 1930. Elegeu-se deputado constituinte estadual em 1934 na Legislatura (1935-1937); filiado ao Partido Libertador de Goiás e mais tarde, à Coligação Libertadora.
Foi um dos principais opositores de Pedro Ludovico e à mudança da Capital na Assembléia. Em junho de 1937, dado o clima de perseguição política, licencia-se da Assembleia e passa a residir em Uberlândia, MG. Presidiu a sub-seção OAB-Itumbiara.
Em Uberlândia, fundou a Faculdade de Direito, que posteriormente possibilitou a criação da Universidade Federal de Uberlândia, para quem Jacy de Assis doou parte de seu patrimônio pessoal. Foi Procurador-Geral do Estado de Goiás, entre 1967 até  1971.
Durante todo o ano de 1973, ainda no período de vacatio legis, do Código de Processo Civil, o grupo fez uma série de encontros, analisando, sob todos os ângulos, a nova lei. Logo que começou a vigorar o Código, os integrantes do grupo de estudos receberam convites de diversas partes do País para proferirem conferências, palestras, participarem de seminários, etc. Foi homenageado na nomenclatura à Faculdade de Direito "Prof. Jacy de Assis" da Universidade Federal de Uberlândia, entre as 5 melhores faculdades de direito de Minas Gerais.